# Sara Goldrick-Rab

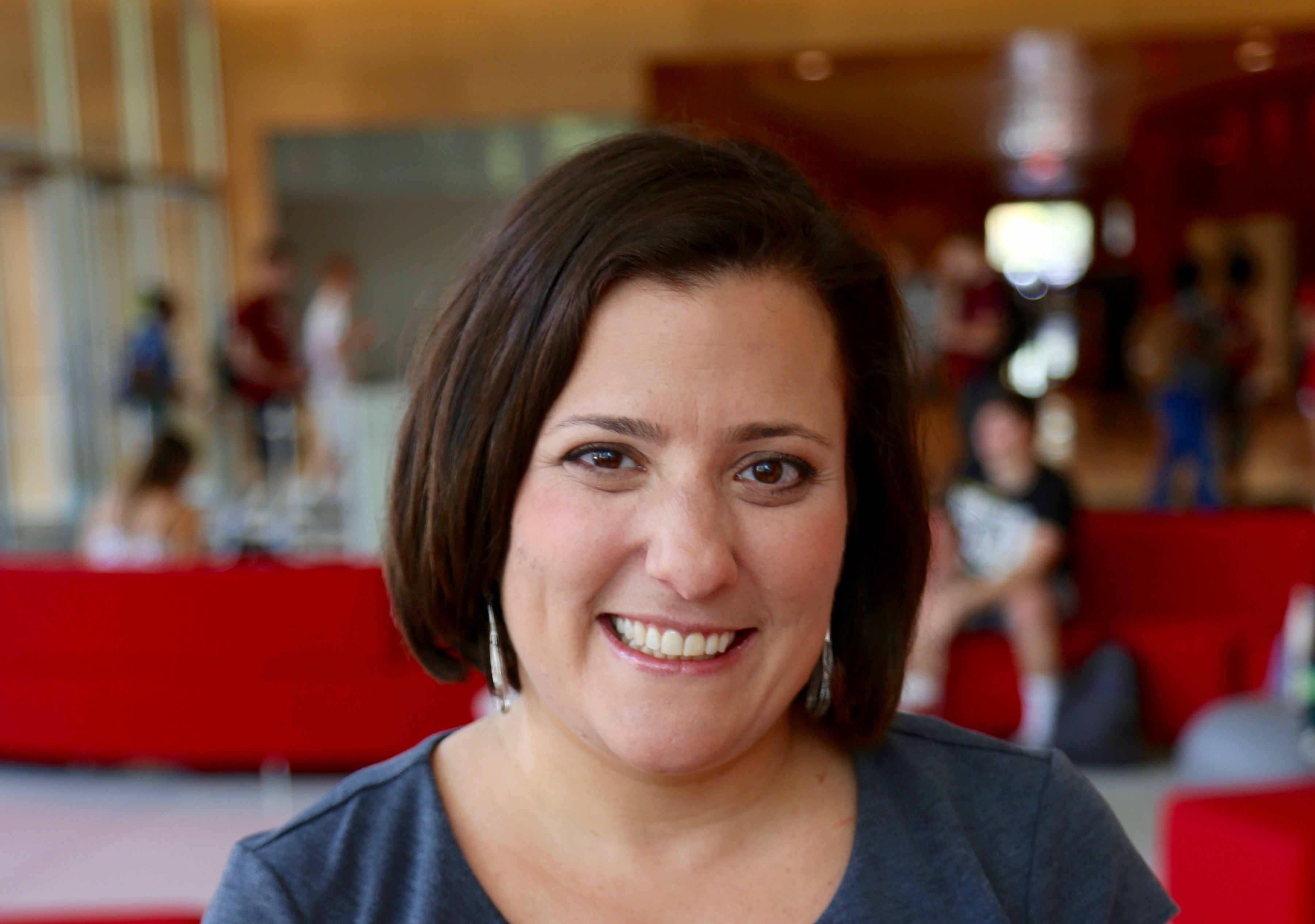
Sara Goldrick-Rab

Sara Youcha Goldrick-Rab (* 1977 in Fairfax) ist eine US-amerikanische Soziologin und Hochschullehrerin an der Temple University. Sie ist Gründungsdirektorin des „Hope Center for College, Community, and Justice“. Ihre Forschung richtet sich auf die amerikanische Bildungspolitik unter dem Ziel, sozioökonomische und rassistische Ungleichheit zu reduzieren. Die Zeitschrift Education week hat sie 2021 unter die zehn einflussreichsten Bildungsexperten der vergangenen Dekade gezählt.

## Leben und Werk
Goldrick-Rab spricht von sich als „Ostküstenjüdin“, die gelehrt wurde, „offen und direkt zu sein“. Sie schloss die Thomas Jefferson High School for Science and Technology ab, darauf die George Washington University mit einem Bachelor of Arts in Soziologie 1998, die University of Pennsylvania mit einem Master of Arts in Soziologie 2001 und einem Ph.D. 2004. Sie wurde 2004 an die University of Wisconsin–Madison als Professorin berufen, um die Colleges in Wisconsin zugänglicher zu machen. Ihre Forschung richtete sich besonders auf den postsekundären Zugang mit finanziellen Hilfen an Gemeindeschulen.
Sie schrieb für die Brookings Institution 2009 den „Transforming America’s Community Colleges“ Report. Viele Empfehlungen wurden in Präsident Barack Obamas American Graduation Initiative im selben Jahr übernommen. Sie diente in einer Task Force der Century Foundation, deren Report 2013 empfahl, mehr für Gemeindecolleges aufzuwenden und den Unterschied zu den Universitäten mit vierjährigem Studium zu reduzieren. Auch fand sie Unterschiede zwischen Colleges mit vorwiegend weißen Studierenden und solchen mit vorwiegend Minderheiten.
Im April 2014 gaben Goldrick-Rab und Nancy Kendall einen Report frei, für sich für ein kostenloses Zweijahres-College aussprach, wofür die Studierenden im Gegenzug 15 Stunden in der Woche arbeiten sollten. Diese Idee floss 2015 in den Plan Obamas für freie Gemeindecolleges ein. Goldrick-Rab gründete 2014 das „Wisconsin Harvesting Opportunities for Postsecondary Education“ (HOPE) Lab, um die Effizienz von Zuschussprogrammen für Colleges zu prüfen, wofür sie auch Hilfen u. a. von der Bill and Melinda Gates Foundation erhielt. Sie machte das deutsche Modell zum Vorbild für die USA und Großbritannien.
Goldrick-Rab begann 2015 gegen eine Hochschulreform ohne feste Professorenanstellung (tenure) in Wisconsin zu kämpfen, wobei sie auf Twitter den damaligen Gouverneur mit Hitler verglich. 2016 wechselte sie an die Temple University und wurde dort Professor of Higher Education Policy and Sociology. 2020 wurde sie dort Professor of Sociology and Medicine.
Goldrick-Rab schrieb 2016 das Buch Paying the Price: College Costs, Financial Aid, and the Betrayal of the American Dream, das die hohen Kosten der höheren Bildung in den USA untersuchte und einen negativen Effekt auf das Leben der Studierenden feststellte: Ein Collegebesuch ist für viele heute zu teuer geworden, das komplizierte finanzielle Hilfssystem überfordert zahlreiche Studenten. In Wisconsin traten 2008 etwa 3.000 junge Menschen in Colleges und Universitäten ein, die Bundeshilfen und Stipendien erhielten. Gut die Hälfte der Studenten machte keinen Abschluss, unter 20 Prozent schlossen innerhalb von fünf Jahren ab. Hauptgrund ihrer Probleme war Geldmangel, zu viel Arbeit für den Lebensunterhalt, Wiederholung von Kursen. Sie konnten sich weder angemessene Wohnungen noch Nahrung leisten. Für viele blieben am Ende nur Schulden.

## Preise
Sie erhielt den American Educational Research Association (AERA) Early Career Award 2014, den Grawemeyer Award für Education 2018 und ein Carnegie-Stipendium 2018.

## Schriften
- Paying the Price: College Costs, Financial Aid, and the Betrayal of the American Dream, 2016, ISBN 978-0-226-40434-9
- mit Andrew P. Kelly: Reinventing Financial Aid: Charting a New Course to College Affordability. Cambridge, MA: Harvard Education Press 2014, ISBN 978-1-61250-715-6

## Einzelbelege
1. ↑  Patricia Cohen: The ’60s Begin to Fade as Liberal Professors Retire. In: The New York Times. 3. Juli 2008, ISSN 0362-4331 (nytimes.com [abgerufen am 4. September 2021]).
2. ↑  Sara Goldrick-Rab. (PDF) In: Hope Center for College. Abgerufen am 4. September 2021 (englisch).
3. ↑  Sara Goldrick-Rab, For The Inquirer: Fighting student poverty requires help from an imperfect ally: The private sector | Opinion. Abgerufen am 4. September 2021 (englisch).
4. ↑  Sara Goldrick-Rab wins Temple’s first-ever Carnegie Fellowship. 25. April 2018, abgerufen am 4. September 2021.
5. ↑  The Most Influential Education Researchers (in Charts) (Opinion). 15. Januar 2021, abgerufen am 5. September 2021 (englisch).
6. ↑  Carnegie Corporation of New York: Sara Goldrick-Rab on Making College More Successful for Students | Student Success. Abgerufen am 4. September 2021 (englisch).
7. ↑  Derrick Jackson:  Community Colleges' New Clout In: Boston Globe, 18. Juli 2009. Abgerufen am 25. Januar 2015
8. ↑  David Leonhardt: Though Enrolling More Poor Students, 2-Year Colleges Get Less of Federal Pie. In: The New York Times. 22. Mai 2013, ISSN 0362-4331 (nytimes.com [abgerufen am 4. September 2021]).
9. ↑  Sara Goldrick-Rab, Nancy Kendall: Redefining College Affordability: Securing America's Future with a Free Two Year College Option. Lumina Foundation, April 2014, abgerufen am 25. Januar 2015.
10. ↑  Obama puts tennessee plan. Abgerufen am 4. September 2021.
11. ↑  First Things First | Inside Higher Ed. Abgerufen am 4. September 2021 (englisch).
12. ↑  Germany scraps tuition fees after mass student protests cause shift in public opinion. 8. Oktober 2014, abgerufen am 4. September 2021 (amerikanisches Englisch).
13. ↑  Sara Goldrick-Rab Will Leave Wisconsin for Temple | Inside Higher Ed. Abgerufen am 4. September 2021 (englisch).
14. ↑  Sara Goldrick-Rab: Paying the Price. In: Sara Goldrick-Rab. Abgerufen am 4. September 2016.
15. ↑  AERA Announces 2014 Award Winners in Education Research. Abgerufen am 4. September 2021.
16. ↑  Janet Cappiello: Sara Goldrick-Rab wins Grawemeyer Award in Education | UofL News. Abgerufen am 4. September 2021 (amerikanisches Englisch).

| Personendaten    | Personendaten                     |
| ---------------- | --------------------------------- |
| NAME             | Goldrick-Rab, Sara                |
| ALTERNATIVNAMEN  | Goldrick-Rab, Sara Youcha         |
| KURZBESCHREIBUNG | US-amerikanische Bildungsexpertin |
| GEBURTSDATUM     | 1977                              |
| GEBURTSORT       | Fairfax (Virginia)                |